# Nemopsis hexacanalis
Nemopsis hexacanalis är en nässeldjursart som beskrevs av Huang och Xu 1994. Nemopsis hexacanalis ingår i släktet Nemopsis och familjen Bougainvilliidae. Inga underarter finns listade i Catalogue of Life.